# فيغا (ستريت فايتر)
فيجا (بالإسبانية: Vega)‏ ويسمى أيضا «المخلب» و«النينجا الإسباني»، هو شخصية خيالية في سلسلة ألعاب الفيديو القتالية ستريت فايتر التي تملكها كابكوم. وهو مقاتل مقنع من إسبانيا يستخدم المخلب في قتاله. كما يستخدم أسلوب رياضة الركل الفرنسية. ظهر للمرة الأولى في ستريت فايتر II سنة 1991 كواحد من أربعة زعماء في نهاية طور اللعب الفردي. ظهر أيضا في ستريت فايتر IV، سوبر ستريت فايتر IV، ستريت فايتر X تيكن وستريت فايتر V. قام بتصميمه أكيرا ياسودا.